# Rappresentanza del Land Brandeburgo presso la Federazione (Berlino)
La rappresentanza del Land del Brandeburgo presso la Federazione (in lingua tedesca:Vertretung des Landes Brandenburg beim Bund) è la rappresentanza statale dello Stato federale tedesco del Brandeburgo a Berlino presso le istituzioni della Repubblica Federale di Germania.
La rappresentanza ha sede nella zona dei "giardini ministeriali" (in tedesco: In den Ministergärten), in un edificio in comune con la rappresentanza del Meclemburgo-Pomerania Anteriore.

## Storia
Il Brandeburgo, come tutti gli Länder tedeschi, tutela i propri interessi nei confronti degli organi federali e degli altri Länder con una rappresentanza statale nella capitale.
Dopo la ricostituzione del Land nel 1990 nell'ambito della riunificazione tedesca, il Land si dotò di un ufficio a Bonn, ancora sede delle istituzioni federali prima del loro definitivo trasferimento a Berlino. Fu individuato un edificio in Schedestrasse 7 nel quartiere di Gronau, in quello che dal 1952 era la sede della rappresentanza della Renania-Palatinato.
La struttura venne acquistata dal Land nel 1992. Successivamente, la rappresentanza si trasferì nella nuova capitale, Berlino, per spostarsi definitivamente nella sede attuale nel 2001.

## Edificio

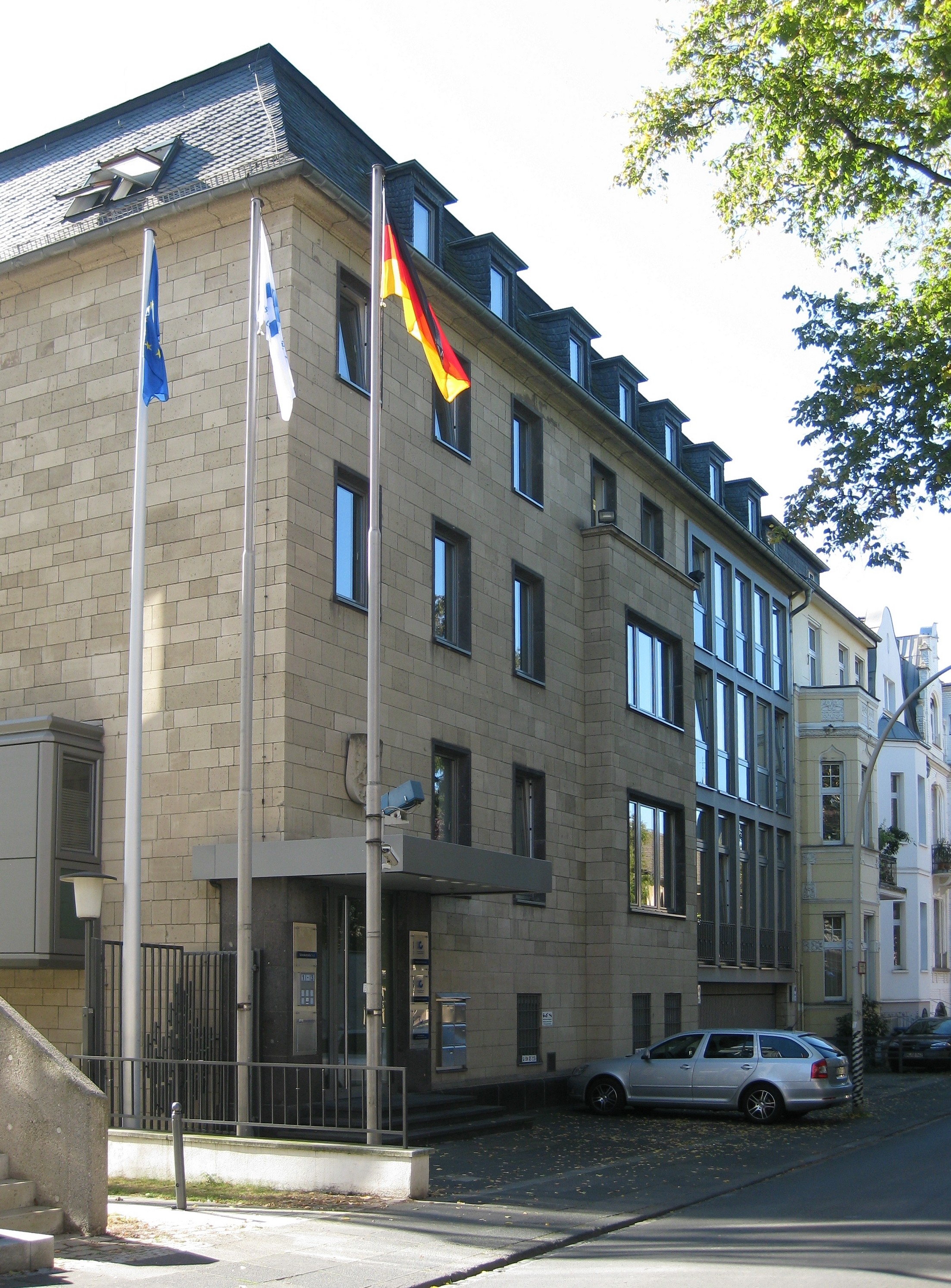
Edificio di rappresentanza a Bonn

Nel 1997 venne indetto un concorso a livello europeo per la progettazione di un nuovo edificio, da adibire a nuova sede delle rappresentanze permanenti presso la Federazione per i Land Meclemburgo-Pomerania Anteriore e Brandeburgo. Il concorso venne vinto dallo studio amburghese Gerkan, Marg und Partner assieme ai paesaggisti berlinesi Krafft-Wehberg-Wes & Partner.
La prima pietra è stata posata nel febbraio del 2000, mentre l'inaugurazione avvenne il 18 ottobre 2001 alla presenza dei primi ministri Harald Ringstorff e Manfred Stolpe nonché dei ministri delle finanze Sigrid Keler e Dagmar Ziegler. Il costo totale per la costruzione dell'edificio è ammontato a 18,41 milioni di euro.
L'edificio è strutturato su due ali, non simmetriche fra loro. Al piano terra si trovano sale per le manifestazioni, al primo piano i locali per i servizi interni, al secondo piano i locali dei dipartimenti e al terzo piano gli ambienti direzionali delle due rappresentanze statali. ll collegamento tra le due rappresentanze è una sala comune a più piani. Le superfici esterne dell'intero edificio sono decorate con ardesia e legno nordico, mentre le facciate interne sono rivestite in legno.
I giardini sono dotati di terrazze, zone acquatiche e pini del Brandeburgo; il percorso pedonale all'interno del giardino è chiamato "Passeggiata del Filosofo".